# Fake You Out
Fake You Out è un singolo del duo musicale statunitense Twenty One Pilots, pubblicato il 15 settembre 2013 solo in Europa. È il terzo singolo estratto dal terzo album in studio del gruppo, Vessel, e l'unico singolo dell'album per il quale non è stato realizzato alcun video ufficiale.
Dopo due giorni dalla sua pubblicazione, è stato subito scelto come "Singolo della settimana" sull'iTunes britannico.

## Tracce
Testi e musiche di Tyler Joseph.
1. Fake You Out – 3:51

## Formazione
Twenty One Pilots
- Tyler Joseph – voce, basso, keytar, pianoforte, tastiera, programmazione
- Josh Dun – batteria, percussioni

Altri musicisti
- Greg Wells – tastiera, sintetizzatore, programmazione